# Mora (Új-Mexikó)
Mora település az Amerikai Egyesült Államok Új-Mexikó államában, Mora megyében, melynek megyeszékhelye is. Lakosainak száma 547 fő (2020. április 1.).

## Népesség
A település népességének változása:

| 2010 | 656 |
| 2020 | 547 |